# Lennart Stenberg
Kjell Åke Lennart Stenberg, född den 24 juni 1946 i Svenljunga församling, är facklitteraturförfattare och biolog.
Stenberg är verksam vid Naturhistoriska riksmuseet i Stockholm, tidigare som intendent, senare som volontär, vid Nordiska kärlväxtsamlingarna. Han har tillsammans med Bo Mossberg tagit fram det stora standardverket Den nya nordiska floran. Under 2018 gav Stenberg och Mossberg ut Nordens flora.

## Priser och utmärkelser
- 2002 – Guldluppen - Sveriges Botaniska Förening[5]